# Johann Christian Lürßen
Johann Christian Lürßen (geboren 27. Oktober 1811 in Bywisch, Herzogtum Oldenburg; gestorben 19. Juli 1871 in Delmenhorst) war ein deutscher Korkfabrikant und Abgeordneter des Oldenburger Landtags.

## Leben
Johann Christian Lürßen  war ein Sohn des Brinkbesitzers und Korkfabrikanten Bernhard Hinrich Lürßen und der Beta Cordes. Er heiratete 1840 Dorothee Mahlstedt, sie hatten sechs Kinder. Er war verschwägert mit Albert Mahlstedt. 
Lürßen war Korkfabrikant in Delmenhorst. Er war von 1861 bis 1871 Ratsherr in Delmenhorst und zwischen 1866 und 1869 Abgeordneter im 14. und 15. Oldenburgischen Landtag. 